# Dracula (film fra 1931)
 For alternative betydninger, se Dracula. (Se også artikler, som begynder med Dracula)
Dracula er en amerikansk vampyr-gyserfilm fra 1931 af Tod Browning. Filmen er baseret på et skuespil af Hamilton Deane, der igen er baseret på Bram Stokers roman. Filmen blev produceret af filmselskabet Universal Pictures, som indspillede to versioner samtidigt: Den engelsksprogede version, som er den bedst kendte, og en spansksproget version, Drácula, med Carlos Villarías i titelrollen. I den engelsksprogede version er det, ligesom i skuespillet, der turnerede i USA fra 1927, den ungarskfødte Bela Lugosi, der har titelrollen som Grev Dracula.
De to film blev lavet i de samme kulisser og (bortset fra sproget) med samme manuskript. Det amerikanske hold filmede om dagen, det spanske om natten. Bela Lugosi og Carlos Villarías skiftedes til at bruge den samme paryk. Enkelte skud er ens i de to film.
Den spanske version regnes for den mest dynamiske af de to, men den amerikanske har haft den største kulturelle indflydelse.

## Medvirkende
- Bela Lugosi som Dracula
- Helen Chandler som Mina Seward
- David Manners som John Harker
- Dwight Frye som Renfield
- Edward Van Sloan som Van Helsing